# I minipaladini
I minipaladini (Les Minijusticiers) è una serie animata francese prodotta dalla Futurikon in Francia viene trasmesso dal canale TF1

## Doppiatori italiani
- Lupacchione: Alberto Bognanni
- Alfio: Luca Graziani
- Lulu: Gabriele Tacchi
- Eleonor: Ludovica Bebi
- Timmy: Emiliano Reggente
- Jimmy: Massimo Triggiani

## Trasmissione internazionale
- Super RTL